# ガリーナ・ステパネンコ

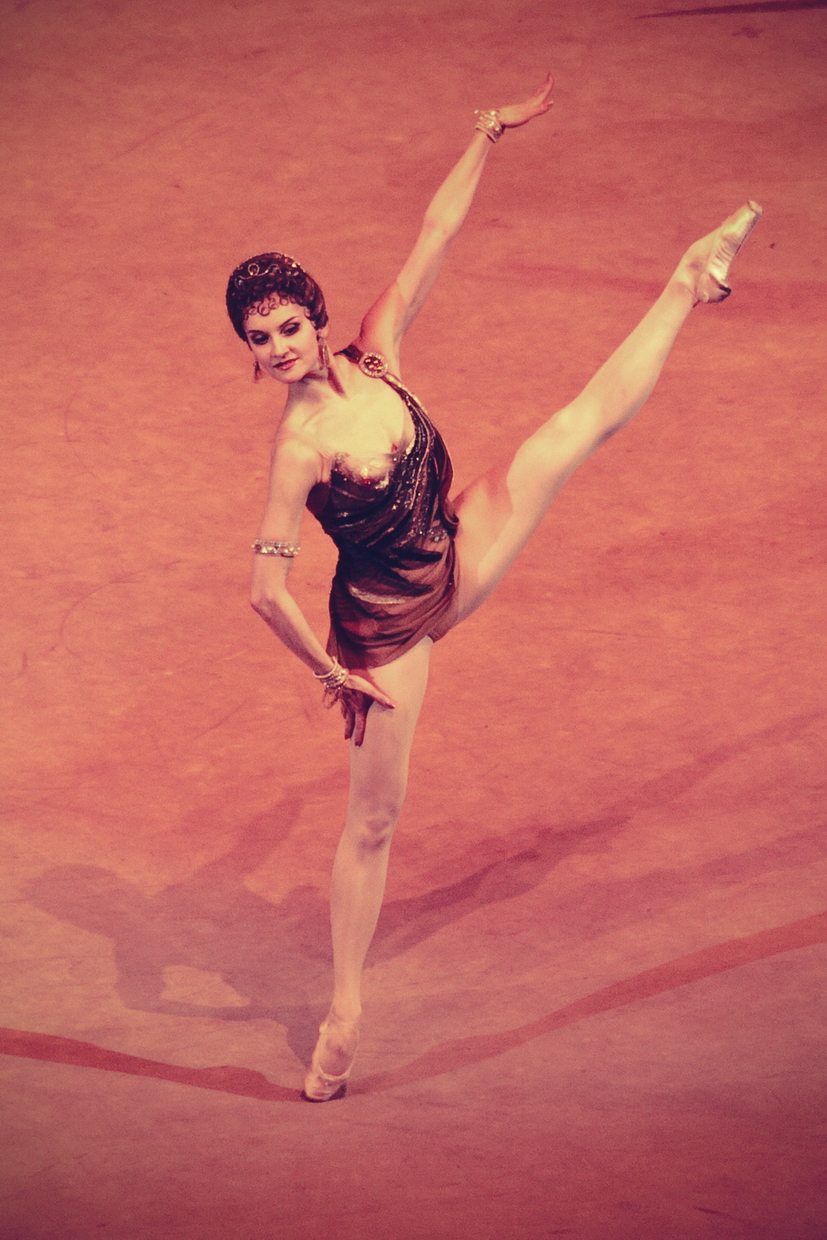
『スパルタクス』のエギナを踊るガリーナ・ステパネンコ（2009年4月26日）

ガリーナ・ステパネンコ（露：Гали́на Оле́говна Степане́нко、英：Galina Olegovna Stepanenko、1966年6月12日 - ）は、ロシアのバレエダンサー・バレエ指導者である。モスクワ・クラシック・バレエ団、モスクワ音楽劇場バレエ団を経て、ボリショイ・バレエ団に入団し、2013年1月1日に引退を発表するまでプリマ・バレリーナとして活躍した。2013年1月25日、襲撃事件で負傷して療養を余儀なくされたセルゲイ・フィーリンの代理として、ボリショイ・バレエ団芸術監督の代行を務めることとなった。

## 経歴
モスクワ出身。ボリショイ・バレエ学校でバレエを始め、優秀な生徒として特に選ばれ、当時の校長で名教師として知られたソフィア・ゴロフキナから指導を受けた。
1984年にボリショイ・バレエ学校を卒業した後、ナタリア・カサトキナとウラジーミル・ワシリョーフが芸術監督を務めていたモスクワ・クラシック・バレエ団に入団し、1988年まで在籍した。モスクワ・クラシック・バレエ団ではソリストとしてジョージ・バランシン振付『テーマとヴァリエーション』、カサトキナ・ワシリョーフ振付『天地創造』の魔女、ピエール・ラコットの復元再振付による『ナタリー、またはスイスの乳しぼり娘』（フィリッポ・タリオーニ原振付）など、バレエ団が持つレパートリーの殆どで主役を踊った。モスクワ・クラシック・バレエ団在団中にはヴラジーミル・マラーホフとともに、2人のためにアルベルト・アロンソが振り付けた『バシアンヌ』（音楽：エイトル・ヴィラ＝ロボス）のソリストを踊っている。
1988年にモスクワ音楽劇場バレエ団に移籍し、ヴラジーミル・ブルメイステル版『白鳥の湖』のオデット＝オディール役やドミートリー・ブリャンツェフ版『海賊』のメドゥーラを踊るなどプリマ・バレリーナとして活躍した。1990年にボリショイ・バレエ団から招聘されて入団し、入団後すぐに多くの作品で主役を踊り、看板スターの1人として認められるようになった。
ステパネンコは身体能力に優れ、とりわけ脚力の強靭さに定評があった。完璧な舞踊技術を生かして力強く華やかな踊りを見せ、当たり役と高い評価を受けた『ドン・キホーテ』のキトリ役を始め、『スパルタクス』のエギナや『黄金時代』のリタ（ユーリー・グリゴローヴィチ振付）、『ジゼル』のタイトルロール、『ラ・バヤデール』のニキヤとガムザッティ、『ショピニアーナ』のプレリュードとワルツなど、ロマンティック・バレエから現代作品に至る幅広いレパートリーを踊った。グリゴローヴィチ版『ドン・キホーテ』のキトリ（1994年）やウラジーミル・ワシーリエフの『バルダ』（ドミートリイ・ショスタコーヴィチ音楽、1999年）での司祭の妻などでは、初演者となっている。
ボリショイ・バレエ団入団後はマリーナ・セミョーノワを始め、マリーナ・コンドラチェワ、ライサ・ストルチコーワ、エカテリーナ・マクシーモワなどかつての名バレリーナから指導を受けて、舞踊技術に加えて表現の幅を広げていった。2006年には『カルメン』をレパートリーに加え、振付家のアルベルト・アロンソと初演者のマイヤ・プリセツカヤから多くの指導と助言を受けた。ステパネンコはかつてインタビュー内で、恩師たちへの感謝の言葉を述べ、「これからは私自身が先生から受け継いだ伝統と知識を、若いバレリーナたちに伝えていきたいと思います」と語っている。
ボリショイ・バレエ団入団後の1992年に、セミョーノワの指導のもとでロシア舞台芸術アカデミー振付インスティテュートの教師・振付家コースを修了し、同年の秋にはモスクワ大学芸術学部で学んだ。現役生活が終わりに近づく頃から、バレエ団でクラス・レッスン講師を受け持つようになった。2008年6月14日にセミョーノワ100歳記念ガラ・コンサートで『ライモンダ』の全幕を踊り、その翌日には若手スターのイワン・ワシーリエフをパートナーとして『ドン・キホーテ』3幕のグラン・パ・ド・ドゥを踊った。 パ・ド・ドゥのコーダでの32回連続フェッテの素晴らしさに観客が大喝采したところ、ステパネンコはもう1度完璧に32回のフェッテを披露し、テクニシャンとしての本領を発揮して見せた。同年7月7日の『スパルタクス』初演40周年記念公演では、3幕でエギナを踊った。
2013年1月1日に現役を引退した後は、クラス・レッスン担当教師として仕事量、給与ともに半人分での雇用を提案されていたが、芸術監督のフィーリンは劇場内でさらに上の地位への人事を予定していたという。1月17日にフィーリンが正体不明の人物に襲撃されて顔面や眼に重度のやけどを負って長期の療養を余儀なくされたため、ボリショイ・バレエ団の総会でウラジーミル・メジンスキー文化相、ボリショイ劇場総裁アナトリー・イクサノフ、同劇場保護評議会議長アレクサンドル・ブドベルグはステパネンコの職務代行就任を発表した。
現役時代のステパネンコは、数多くの賞を受けている。1984年にロシア・バレエ・アーティストコンクール第1位及びレニングラード・コレオグラフィック・アカデミー賞を受けたのを始め、モスクワ国際バレエコンクールで第2位（1985年）、第1位（1989年）、ブノワ賞（1995年、『ドン・キホーテ』のキトリ役による）、イタリアの「ダンツァ&ダンツァ」賞（1995年）、2002年の「バレエ」誌の「ダンスの魂」賞などがある。1994年にはロシア功労芸術家、1996年にはロシア人民芸術家に選ばれている。